# Ushuaïa (marque)
Pour les articles homonymes, voir Ushuaïa (homonymie).
Ushuaïa est une marque déposée longtemps propriété exclusive du groupe TF1 (depuis 2005) et déclinée sous la forme d'une soixantaine de produits. Elle représente un chiffre d'affaires d'environ 100 millions d'euros par an, dont une partie est reversée à la société Eole conseil dont Nicolas Hulot est le principal actionnaire.
Des licences d'exploitation étaient concédées à plus d'une quinzaine de sociétés, dont L'Oréal pour les cosmétiques, Atol pour la lunetterie, Rhonetex pour les vêtements, Lexibook pour l'électronique grand public et Éditions Quo Vadis pour la papeterie. En novembre 2024, TF1 cédait à L'Oréal la quasi-totalité des droits sur la marque Ushuaïa, pour 27,5 millions d'euros.
Parmi les produits commercialisés, peuvent être cités des gels douches, des sacs à dos, des lunettes de soleil, des serviettes de bain, des pull-overs, des vélos ou encore des montres.

## Substances chimiques
Greenpeace a mis en 2006 les produits de la marque Ushuaïa sur la « liste rouge » des produits chimiques dangereux. Le magazine 60 millions de consommateurs affirme qu'un gel douche contient « un grand nombre de colorants susceptibles de provoquer des allergies » et qu'un déodorant renferme du salicylate de benzyle, une substance soupçonnée d'être un perturbateur endocrinien, et classée comme très toxique pour la vie aquatique.